# Universidade Estadual do Kansas

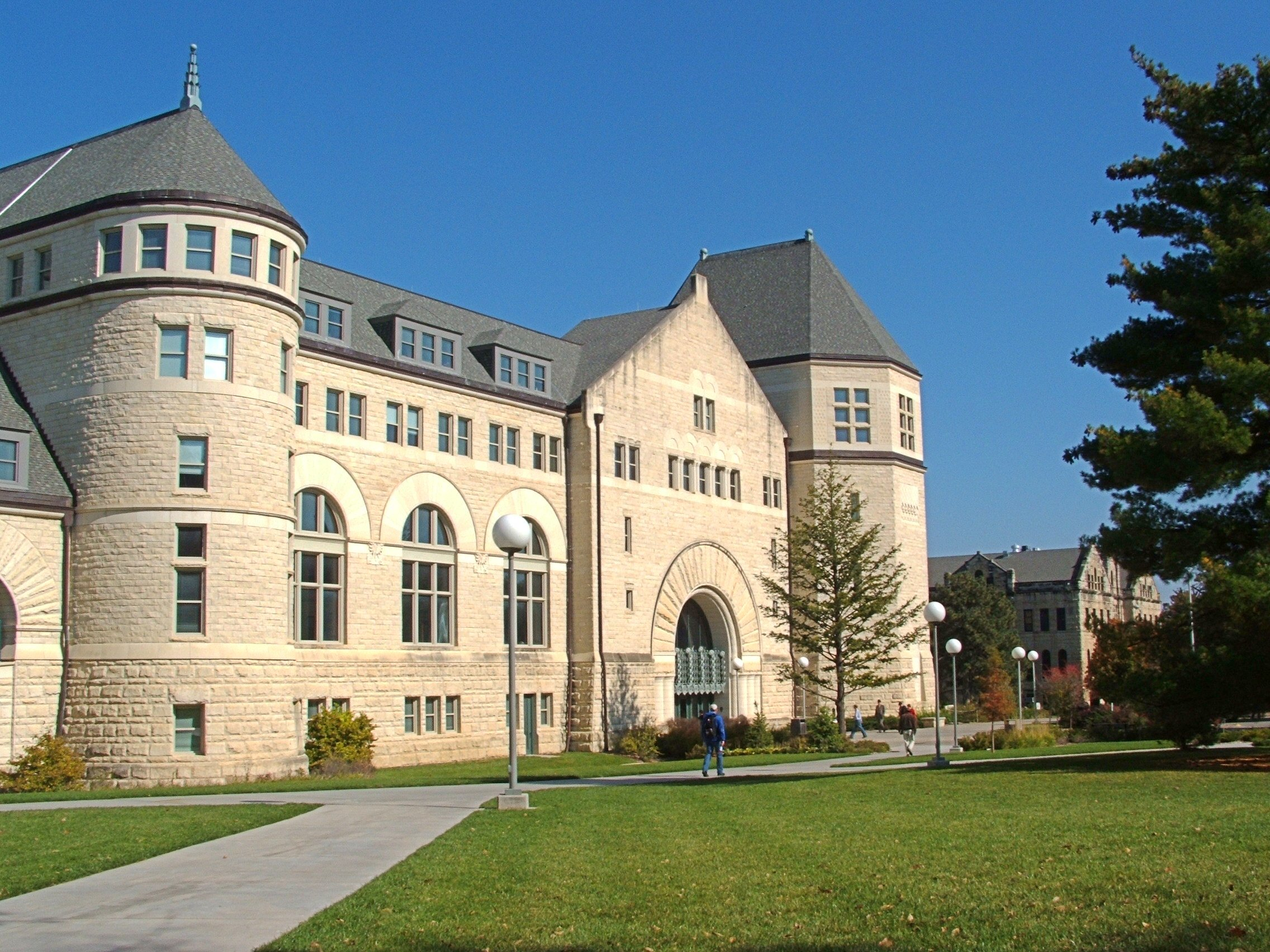
A biblioteca Hale.

A Universidade Estadual (português brasileiro) ou Estatal (português europeu) do Kansas, ou, na sua forma portuguesa, do Cansas, é uma instituição de ensino superior pública localizada em Manhattan, Kansas nos Estados Unidos. Foi fundado em 1863 como a Faculdade Estadual de Agricultura do Kansas.